# Papež Leon IV.
Leon IV., papež in svetnik Rimskokatoliške cerkve; * okrog 790 Rim (Papeška država, Frankovsko kraljestvo); † 17. julij 855 Rim ( Papeška država, Italija, Sveto rimsko cesarstvo).

## Življenjepis
V času, v katerem je bilo malo velikih mož, bilo pa je veliko nevarnosti, so Rimljani povzdignili na sedež svetega Petra najbolj dostojnega, Leona, sina Rimljana Radualda, kardinala-duhovnika pri cerkvi Štirih svetih kronanih mučencev v Rimu. Izvolitev je bila soglasna; zaradi izrednih razmer je ni mogel takoj sprejeti cesarjeve odobritve; tako so ga čez tri mesece posvetili, ne da bi počakali na cesarjevo privolitev.
Leonova prva skrb je bila obnova bazilik svetega Petra in  Pavla, ki so ju izropali muslimanski Saraceni. Svetega Petra je opasal s trdnjavo; ker je tisti del opustošil požar, je celotno četrt zavaroval z mestnim obzidjem, ki je zato dobila ime Urbs Leonina (Leonovo mesto). 
Da bi preprečil podobne nevarnosti, je utrdil meste Ostia, Centumcellae (Civita Vecchia), Horta in Ameria. Sklenil je zvezo z Neapeljci , Gaetci in Amalfejci, Ko so Saraceni 849 oblegali Ostijo, je papež hitel k zavezniškim vojaškim enotam, jih spodbujal ter na dan bitke obhajal. Mohamedanci so resnično pretrpeli uničujoč poraz, kar so vsi imeli za Božji čudež. 
Podobno mu pripisujejo, da je na njegovo molitev prenehal uničujoči požar v Borgu- kakor tudi več drugih čudežev. 

## Smrt
Leon je umrl 17. julija 855 v Rimu. Njegov god je 17. julija.
Pokopan je v Baziliki svetega Petra v Vatikanu.